# 259 (число)
Вижте пояснителната страница за други значения на 259.
259 (двеста петдесет и девет) е естествено, цяло число, следващо 258 и предхождащо 260.
Двеста петдесет и девет с арабски цифри се записва „259“, а с римски – „CCLIX“. Числото 259 е съставено от три цифри от позиционните бройни системи – 2 (две), 5 (пет), 9 (девет).

## Общи сведения
- 259 е нечетно число.
- 259-ият ден от невисокосна година е 16 септември.
- 259 е година от Новата ера.